# Konrad Oertel (Architekt)
Konrad Oertel, auch Conrad Oertel, (* 8. Januar 1851 in Nürnberg; † 10. November 1907 ebenda) war ein deutscher Architekt.

## Leben und Werk
Geboren in Nürnberg, besuchte Konrad Oertel zunächst von 1867 bis 1872 die Nürnberger Kunstschule sowie – nach einer kurzen Unterbrechung – von 1874 bis 1875 die Polytechnische Schule Hannover als Schüler des Architekten Conrad Wilhelm Hase. Im Anschluss daran hatte Oertel dort bis 1883 eine Assistentenstelle inne, über die er unter anderem den 1879 erschienenen Führer durch die Königliche Residenzstadt Hannover … bearbeitete. Gleichzeitig wirkte Konrad Oertel selbst als Architekt und plante mehrere Gebäude in Hannover sowie die „Weiße Villa“ für den Geheimen Sanitätsrat Adrian Schücking in Bad Pyrmont, die 1969 dem Neubau des Königin-Luise-Bades weichen musste.
Zu Oertels bekanntesten Werken in Hannover zählt die nach seinem Entwurf vom 4. Mai 1885 errichtete und als Kröpcke-Uhr bekannte Wettersäule am Kröpcke, einem zentralen Platz in Hannover. Sie wurde 1954 durch eine moderne Uhr ersetzt und 1977 als vereinfachte Kopie an alter Stelle wieder errichtet.
Ab 1886 arbeitete er als selbständiger Architekt in Nürnberg, 1900 wurde er zum Hilfslehrer an der Baugewerkschule Nürnberg ernannt. Dort wurde er Mitglied der Freimaurerloge Joseph zur Einigkeit. Im Wettbewerb für den Neubau eines Verwaltungsgebäudes der Maschinenbau-Aktien-Gesellschaft Nürnberg wurde 1897 sein Entwurf mit dem 2. Preis prämiert. Für das Bayerische Gewerbemuseum entwarf er das Gebäude der Konditorei auf der Landes-Industrie-, Gewerbe- und Kunst-Ausstellung 1896 in Nürnberg.

## Schriften
- Führer durch die Königliche Residenzstadt Hannover und Umgebung für Techniker und Studierende der Technischen Hochschule. Klindworth’s Verlag, Hannover 1879.[2]